# Federación Deportiva Nacional de Rugby
La Federación Deportiva Nacional de Rugby (anteriormente conocida como Federación de Rugby de Chile), también conocida por su acrónimo Chile Rugby (ex Feruchi), es el ente encargado de regular el rugby en Chile además de respaldar a las selecciones también conocidas como Los Cóndores, se encuentra afiliada al Comité Olímpico de Chile, mientras que en el ámbito internacional está afiliada a Sudamérica Rugby, a la Federación Internacional de Rugby Amateur (ex F.I.R.A.) y desde el 5 de noviembre de 1991 a la World Rugby.

## Historia
El 4 de mayo de 1953, se funda la Federación de Rugby de Chile, oficializándose sus estatutos y reglamentos el 16 de diciembre de 1963. Percibe la personalidad jurídica
el 4 de agosto de 1964 bajo el decreto N.º 2244.
Existe una descripción de la historia en Rugby en Chile.

## Directorio 2019-23[1]
- Cristian Rudloff, Presidente (ARUSA)
- Álvaro Quezada, Vicepresidente (ARUS)
- Felipe Huete, Tesorero (ARUSA)
- Michel Cisternas, Secretario (Arica Rugby)

- Sebastián Pizarro, Director (ARUSA)
- Arami Silva, Directora (ARA)
- Felipe Burgos, Director (ARUCO)
- Daniel Canales, Director (ARUSA)
- Christian Jullian, Director (ARRV)

### Nómina de presidentes
Desde 1953 al 2019
| - 1953 - 1955 Kenneth Dunford * - 1956 - 1957 Leonardo Mascaro V. * - 1958 - 1959 Rodolfo Pincas - 1960 - 1961 Rodolfo Pincas - 1962 - 1963 Jorge Chávez Sánchez - 1964 - 1965 Luis Felipe Mujica M. * - 1966 - 1967 Fernando De Castro * - 1968 - 1969 Leslie Cooper * - 1970 - 1971 Ronald Miles - 1972 - 1974 Patricio Campos N. * - 1975 - 1979 Luis Bernabo Ody - 1980 - 1982 Sergio Bascuñán Martínez - 1983 - 1986 Alberto Jory Walker - 1986 - 1987 Jorge Pizarro S. - 1988 - 1989 Sergio Bascuñán Martínez - 1990 - 1991 Alberto Jory Walker | - 1991 - 1993 Claudio Cabrera Berceruelo - 1994 - 1995 Ernesto Sirner Bugueño - 1996 - 1997 Miguel A. Mujica Brain - 1998 - 1999 Julio Calisto Hurtado - 2000 - 2007 Miguel A. Mujica Brain - 2007 - 2008 Carlos Silva Echiburou - 2008 - 2009 Alastair MacGregor - 2009 - 2012 Sebastián Pinto - 2012 - 2013 Francisco Davanzo Pumarino - 2013 - 2014 Juan Ignacio López - 2014 - 2015 Sebastián Bianch - 2015 - 2019 Jorge Araya - 2019 - 2027 Cristián Rudloff |

## Selección de rugby de Chile
La selección de Chile, también conocida como Los Cóndores en los últimos años se ha ubicado entre las posiciones 25.ª y 30.ª en el ranking mundial y 3.ª en Sudamérica, después de Argentina y Uruguay.

## Asociaciones locales de Rugby en Chile

### Asociaciones Reconocidas por FERUCHI
- Asociación de Rugby Arica(ARUA)
- Asociación de Rugby de Tarapacá  (ARUTA)
- Asociación de Rugby Antofagasta (ARA)
- Asociación de Rugby de La Serena (ARUSE)
- Asociación Regional de Rugby Valparaíso (ARRV)
- Asociación de Rugby de Santiago (ARUSA)
- Asociación de Rugby del Maule (ARUMAULE)
- Asociación de Rugby de Concepción (ARUCO)
- Asociación de Rugby Araucanía (ARUA)
- Asociación de Rugby del Sur (ARUS)
- Asociación de Rugby de Magallanes
- Asociación de Colegios Británicos (ABSCH)

### Asociaciones anteriormente Reconocidas por FERUCHI
- Asociación de Rugby Iquique (Disuelta)
- Asociación de Rugby Atacama (Disuelta)
- Asociación de Rugby de Osorno (Absorbida por ARUS)

### Asociaciones no Reconocidas por FERUCHI
- Tarapacá Rugby
- Rugby Union Metropolitana (Disuelta)
- Asociación Deportiva Regional de Rugby del Cachapoal (Disuelta)
- Asociación de Rugby de Talca
- Asociación Local de Rugby de Temuco
- Asociación de Rugby de Chillán y Ñuble
- Asociación de Rugby Melipulli
- Asociación de Rugby de Chiloé (Absorbida por ARUS)
- Asociación de Rugby de Aysén